# Gabrielle (album)
Gabrielle è il secondo album dell'omonima cantante inglese, uscito nel 1996.

## Tracce
1. Forget About the World
2. People May Come
3. I Live in Hope
4. Baby I've Changed
5. Give Me a Little More Time
6. If You Really Cared
7. There She Goes
8. Our Love Is Over
9. If I Could
10. Alone
11. Have You Ever Wondered
12. So Glad
13. Miracle

## Classifiche
| Classifica (1996) | Posizione più alta |
| ----------------- | ------------------ |
| Paesi Bassi       | 80                 |
| Regno Unito       | 11                 |